# معاهدة الرياض لقانون التصاميم
معاهدة قانون التصاميم (DLT) (وتعرف أيضاً بمعاهدة الرياض لقانون التصاميم) هي معاهدة اعتمدتها المنظمة العالمية للملكية الفكرية (الويبو) في 22 نوفمبر 2024 في الرياض. وتهدف المعاهدة إلى تنسيق جزء من الجوانب الإجرائية المتعلقة بالتصاميم الصناعية.
تهدف المعاهدة إلى تبسيط الإجراءات المتعلقة بحماية التصاميم الصناعية على الصعيد العالمي، وذلك لتسهيل وتوفير التكاليف للمصممين لحماية تصاميمهم في أسواقهم المحلية والخارج.

## التجهيز للاتفاقية

### 2005
بدأت المناقشات حول معاهدة قانون التصاميم عام 2005، عندما عقدت المنظمة العالمية للملكية الفكرية دورتها الخامسة عشرة، حيث وافقت اللجنة الدائمة لقانون العلامات التجارية والتصاميم الصناعية والمؤشرات الجغرافية على البدء في العمل على إجراءات تسجيل التصاميم.
بدأت الأعمال في SCT باستبيانٍ لجمع المعلومات حول إجراءات التصميم والشكليات في الدول الأعضاء في الويبو. بناءً على عوائد الاستبيان وبناءً على طلبات قدمتها عدة منظمات مراقبة، حددت اللجنة الدائمة الاختلافات القائمة والاتجاهات المشتركة ومجالات التقارب المحتملة، بالإضافة إلى الممارسات المفضلة للمستخدمين. وللإعلام عن عملها، طلبت اللجنة الدائمة من الأمانة العامة أيضاً إعداد عدد من وثائق المعلومات ولإجراء دراسة حول التأثير المحتمل لعمل لجنة التصميم الصناعي على قانون وممارسات التصميم الصناعي، بما في ذلك تحليل المرونة لأعضاء لجنة المعايير في مسودة المواد ومسودة القواعد المتعلقة بقانون وممارسات التصميم الصناعي.

### 2005–2022
على مدى عدة سنوات، راجعت اللجنة الخاصة مسودات المواد ومسودات اللوائح بالتفصيل أكثر من مرة. ومع ذلك، كان هناك قضيتان عالقتان منعتا الجمعية العامة للويبو من الموافقة على عقد مؤتمر دبلوماسي حتى صدور القرار الحاسم للجمعية العامة للويبو عام 2022.
تتعلق القضية الأولى بالمساعدة الفنية وبناء القدرات لتنفيذ قانون التصاميم.
تتعلق المسألة الثانية بمقترح قدمته المجموعة الأفريقية في نوفمبر/تشرين الثاني 2015. يتمثل المقترح في إضافة شرط غير إلزامي إلى المادة 3(1)(أ) من مشروع معاهدة قانون التصاميم للإفصاح عن أصل أو مصدر أشكال التعبير الثقافي التقليدي، أو المعارف التقليدية، أو الموارد البيولوجية/الجينية المستخدمة أو المدمجة في التصميم الصناعي، حيث تحدد المادة الحد الأقصى لقائمة المؤشرات أو العناصر التي يجب تضمينها في طلب حماية التصميم. إلا أن هذا المقترح لم يحظَ بإجماع جميع الدول الأعضاء. في عام 2019، اقترح السفير سوكورو فلوريس لييرا، من المكسيك، بصفته وسيطًا، حلاً وسطًا. وكان من المقرر مناقشة هذا الحل الوسط في المؤتمر الدبلوماسي.
وقد حدث تقدم كبير عندما وافقت دورة الجمعية العامة للويبو لعام 2022 على عقد قمة اجتماع للتفاوض بشأن معاهدة قانون التصميم (DLT).

### 2023
استعدادًا للمؤتمر الدبلوماسي، ووفقًا لما نص عليه قرار الجمعية العامة للويبو لعام 2022، اجتمعت اللجنة الدائمة المعنية بقانون بالعلامات التجارية والتصاميم الصناعية والمؤشرات الجغرافيّة في دورة خاصة "لمواصلة سد أي فجوات قائمة إلى مستوى كافٍ" من 2 إلى 6 أكتوبر 2023، في جنيف (سويسرا). وافقت هذه الدورة على نص المقترح الأساسي الذي سينظر فيه المؤتمر الدبلوماسي، والذي يتألف من مشاريع المواد ومشاريع القواعد، بالإضافة إلى المقترحات التي قدمتها الوفود خلال تلك الدورة. إضافةً إلى ذلك، انعقدت لجنة تحضيرية للمؤتمر الدبلوماسي في الفترة من 9 إلى 11 أكتوبر/تشرين الأول 2023، في جنيف، لدراسة مشاريع الأحكام الإدارية والبنود الختامية للمعاهدة، والاتفاق على مشروع النظام الداخلي، ومشروع جدول الأعمال، ومواعيد ومكان انعقاد المؤتمر الدبلوماسي..

## مؤتمر الرياض الديبلوماسي 2024

### الانعقاد والتنظيم
انعقد المؤتمر الدبلوماسي بشأن اعتماد معاهدة قانون التصاميم في الرياض (السعودية) بين 11 و 22 نوفمبر 2024.

### تبنّي القانون والتوقيع عليه
وفي نهاية المؤتمر الدبلوماسي، في 22 نوفمبر 2024، اعتُمدت معاهدة قانون التصاميم  بحضور 193 دولة عضو في الويبو لحفل التوقيع.
صرّح المدير العام للويبو دارين تانغ في نهاية المؤتمر الدبلوماسي بمناسبة هذا الاعتماد: "بعد 20 عامًا وأسبوعين طويلين، صنعنا التاريخ اليوم، ونرحب بمعاهدة الويبو الثامنة والعشرين - معاهدة قانون التصاميم بالرياض".

## المصادقة
يجب أن تحظى المعاهدة بمصادقة 15 طرفاً متعاقداً لتدخل حيز التنفيذ.

## الأحكام القانونية
الأحكام القانونية لمعاهدة قانون التصاميم هي كما يلي، كما أوضحتها المنظمة العالمية للملكية الفكرية:
- تعيين الحد الأقصى لقائمة المؤشرات أو العناصر التي يجب على المصممين تقديمها مع الطلب. [...]
- السماح للمتقدمين باختيار كيفية تمثيل التصميم في الطلب (إما بالرسومات أو الصور الفوتوغرافية أو مقطع فيديو، إذا قبل ذلك مكتب الملكية الفكرية).
- السماح للمتقدمين بإدراج عدة تصميمات في طلب واحد، في ظل ظروف معينة.
- تحديد المتطلبات لمنح تاريخ التقديم. [...]
- توفير فترة سماح مدتها 12 شهرًا بعد الكشف الأول عن التصميم، وخلال هذه الفترة لن يؤثر هذا الكشف على صلاحيته للتسجيل.
- الاحتفاظ بتصميم غير منشور لمدة ستة أشهر على الأقل بعد إيداع الطلب.
- توفير تدابير وقف الإجراءات: في حال عدم الامتثال لمهلة زمنية بشأن إجراء أمام مكتب طرف متعاقد، تنص المعاهدة على تدابير لوقف الإجراءات تحول دون فقدان مودعي الطلبات لحقوقهم. [...]
- تبسيط إجراءات طلب تجديد تسجيل التصميم.
- مواصلة تقديم أنظمة التقديم الإلكتروني للتصاميم والتبادل الإلكتروني للوثائق ذات الأولوية.